# Cengkalsewu
Cengkalsewu is een bestuurslaag in het regentschap Pati van de provincie Midden-Java, Indonesië. Cengkalsewu telt 4656 inwoners (volkstelling 2010).